# Franco Busetto
Franco Busetto (Napoli, 6 gennaio 1921 – Padova, 15 aprile 2015) è stato un politico e partigiano italiano.

## Biografia
Proveniva in una famiglia medio-borghese, dal lato paterno di origini pellestrinotte. A Napoli, dove venne alla luce, il padre Natale aveva trovato lavoro come insegnante del liceo Vittorio Emanuele II. Divenuto docente universitario, si spostò con la famiglia al seguito prima a Messina e poi a Catania; infine tornò in Veneto, essendo divenuto ordinario di letteratura italiana all'Università di Padova.
In questa città Franco frequentò il liceo Tito Livio (appena sedicenne ne uscì diplomato), per poi iscriversi alla facoltà di ingegneria. In questi anni aderì alle varie iniziative fasciste rivolte agli universitari, entrando nei GUF e partecipando nel 1940 ai Littorali della Cultura e dell'Arte. Al contempo, era attratto dai temi riguardanti la giustizia sociale e il ruolo della classe operaia, ampiamente trattati nella rivista Il Bò grazie agli interventi di Eugenio Curiel ed Ettore Luccini.
Chiamato al servizio militare dopo lo scoppio della seconda guerra mondiale, fu inquadrato nella Brigata Julia come sottotenente, combattendo sul fronte francese e su quello jugoslavo. Durante questo periodo, di fronte delle atrocità commesse dai fascisti nei territori occupati, abbracciò la causa del Partito Comunista Italiano.
L'8 settembre 1943, mentre veniva annunciato l'armistizio, si trovava ad un corso per paracadutisti nel Lazio. Rientrato a Padova, grazie all'amico di famiglia Concetto Marchesi fu messo in contatto con Amerigo Clocchiatti, capo della delegazione veneta delle Brigate Garibaldi, e assegnato al gruppo "Tre Venezie". Nell'agosto 1944, a causa di un tradimento, venne arrestato e condotto presso il comando padovano delle SS, dove fu torturato e quindi deportato al campo di concentramento di Mauthausen. Qui, assegnato alla sorveglianza dei magazzini alimentari, proseguì l'attività politica clandestina. 
Al termine del conflitto tornò a Padova dove poté riprendere gli studi e conseguire la laurea. Divenuto insegnante di elettrotecnica all'istituto Marconi, proseguì la carriera politica: negli anni 1950 fu segretario provinciale del PCI e consigliere comunale finché, nel 1958 fu eletto per la prima volta in Parlamento, sedendo alla Camera dei Deputati per quattro legislature consecutive, concludendo il proprio mandato nel 1976.
Dopo questa esperienza si dedicò pienamente all'attività nell'ANPI, ricoprendo la carica di presidente regionale e componente del Comitato Nazionale. 
Morì all'età 94 anni di nell'aprile 2015.